# Faustina Pignatelli

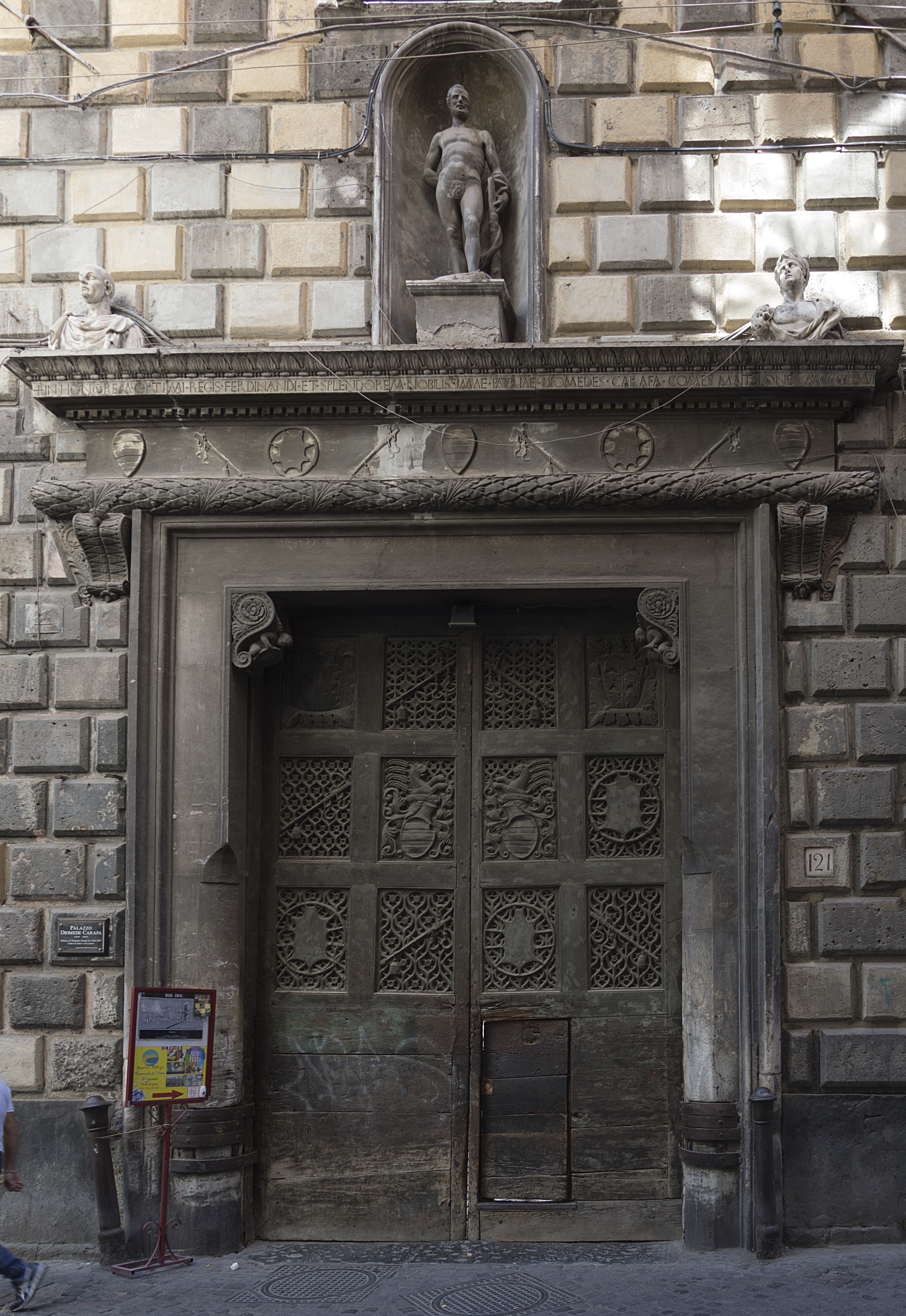
Portale palazzo Carafa

Faustina Pignatelli (Napoli, 9 dicembre 1705 – Napoli, 30 dicembre 1769) è stata una fisica e matematica italiana.

## Biografia
Faustina Pignatelli Carafa, principessa di Colubrano era figlia di Michele e Faustina Caracciolo. È stata la seconda donna a essere ammessa nell'Accademia delle scienze dell'Istituto di Bologna, dopo Laura Bassi, divenendone socia onoraria il 20 novembre 1732, "avendo attestazioni certissime del grande, e maraviglioso valore di questa Sig.ra nella matematica, e specialmente nell'Algebra". Pubblicò nel 1734 i Problemata Mathematica.
Si sposò nel febbraio 1723 con il poeta Francesco Domenico Carafa (1695-1746), principe di Colobraro. Lo stesso anno ricevette il ducato di Tolve probabilmente come dote. Ebbero quattro figli, nati nel feudo di Formicola, Caterina (*1725), Giuseppe (1726-1770), Michele (1728-1791) e Diomede Casimiro (1730-1805). Nel palazzo di Formicola fondarono, nell'agosto 1728, un'accademia arcadica Il Caprario, frequentata da poeti e uomini di cultura, come Niccolò Giovo, bibliotecario del principe Spinelli di Tarsia con il nome di Eupidio Siriano, oltre al principe Francesco con il nome di Idasio e sua moglie con il nome di Faustina pastorella del Caprario. Il matrimonio non fu felicissimo e nel 1731 si separò dal marito, uomo duro e dissoluto che le trasmise la sifilide, rifugiandosi insieme ai figli nel monastero di Regina Coeli di Napoli, dove restò per circa quattro anni, nonostante le rimostranza del principe, e ne uscì per intervento della regina Maria Amalia.
Fu educata da Nicola De Martino che assieme al fratello Pietro aveva introdotto a Napoli le teorie di Isaac Newton. Partecipò attivamente al dibattito scientifico in Italia e fu corrispondente dell'Accademia francese delle scienze.
Fu Dama dell'Ordine della croce stellata dal 3 maggio 1732.
Francesco Maria Zanotti la cita come una matematica dotata nell'ambito dell'Accademia delle scienze di Bologna, nel 1745.

## Opere
- [Faustina Pignatelli], Problemata mathematica Neapoli ad Collectores Actorum Eruditorum transmissa, in Nova acta eruditorum, Lipsiae, prostant apud Jo. Frid. Gleditschii B. fil. et Jo. Christianum Martini, typis Bernhardi Christoph. Breitkopfii, 1734,  pp. 28-34.